# Olympische Sommerspiele 2000/Leichtathletik – 100 m Hürden (Frauen)

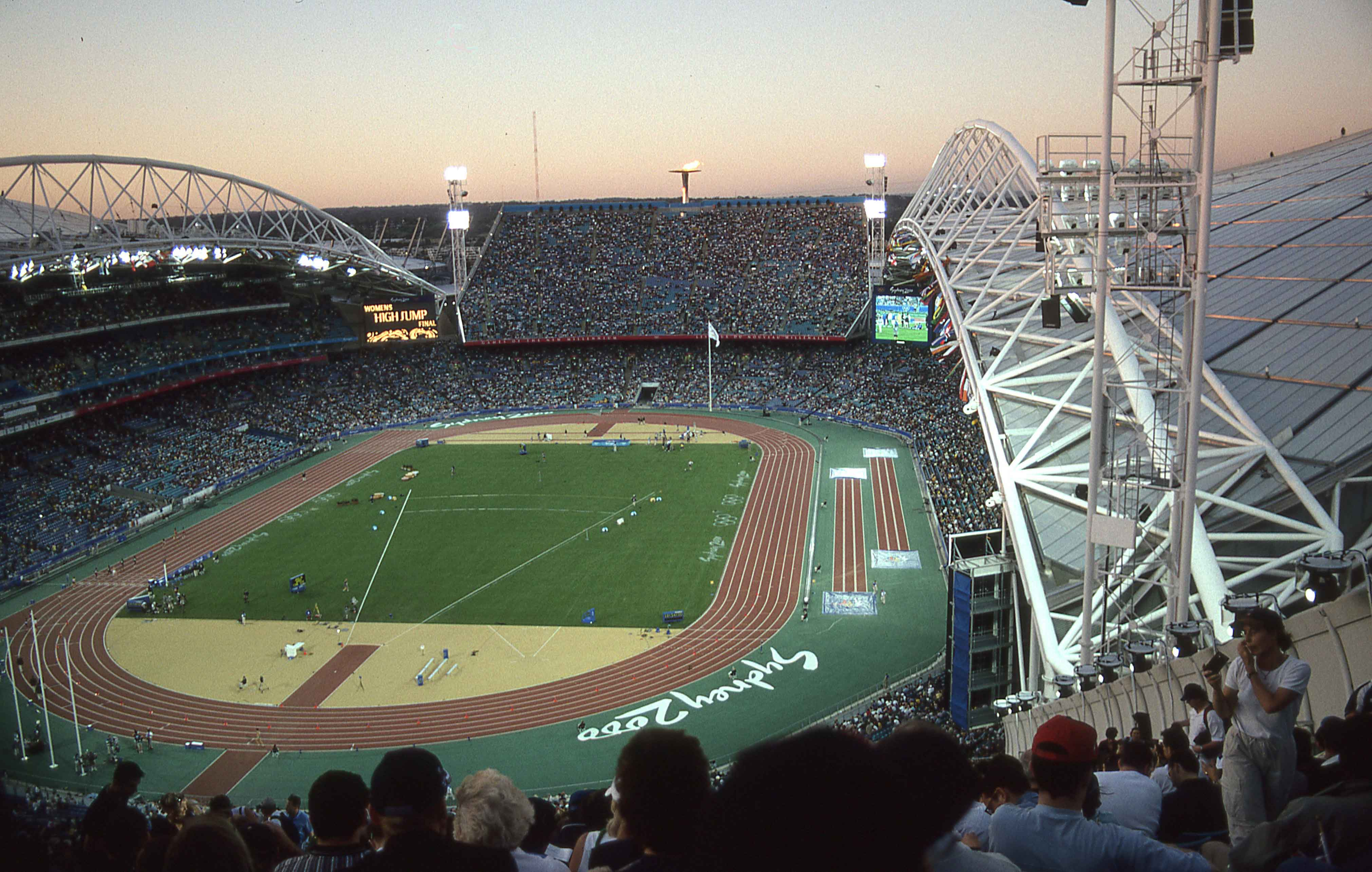
Das frühere ANZ Stadium von Sydney während der Olympischen Spiele 2000

Der 100-Meter-Hürdenlauf der Frauen bei den Olympischen Spielen 2000 in Sydney wurde am 25. und 27. September 2000 im Stadium Australia ausgetragen. 38 Athletinnen nahmen teil.
Olympiasiegerin wurde die Kasachin Olga Schischigina. Sie gewann vor der Nigerianerin Glory Alozie und der US-Amerikanerin Melissa Morrison.
Athletinnen aus Deutschland, der Schweiz, Österreich und Liechtenstein nahmen nicht teil.

## Aktuelle Titelträgerinnen
| Olympiasiegerin 1996                      | Ludmila Engquist ( Schweden)     | 12,58 s | Atlanta 1996    |
| Weltmeisterin 1999                        | Gail Devers ( USA)               | 12,37 s | Sevilla 1999    |
| Europameisterin 1998                      | Swetla Dimitrowa ( Bulgarien)    | 12,56 s | Budapest 1998   |
| Panamerikanische Meisterin 1999           | Aliuska López ( Kuba)            | 12,76 s | Winnipeg 1999   |
| Zentralamerika und Karibik-Meisterin 1999 | Gillian Russell ( Jamaika)       | 13,25 s | Bridgetown 1999 |
| Südamerika-Meisterin 1999                 | Maurren Higa Maggi ( Brasilien)  | 13,05 s | Bogotá 1999     |
| Asienmeisterin 2000                       | Su Yiping ( Volksrepublik China) | 12,99 s | Jakarta 2000    |
| Afrikameisterin 2000                      | Glory Alozie ( Nigeria)          | 13,09 s | Algier 2000     |
| Ozeanienmeisterin 2000                    | Laurence Upigit ( Neukaledonien) | 14,86 s | Adelaide 2000   |

## Bestehende Rekorde
| Weltrekord         | 12,21 s | Jordanka Donkowa ( Bulgarien) | Stara Sagora, Bulgarien   | 20. August 1988    |
| Olympischer Rekord | 12,38 s | Jordanka Donkowa ( Bulgarien) | Finale OS Seoul, Südkorea | 30. September 1988 |

Der bestehende olympische Rekord wurde auch bei diesen Spielen nicht erreicht. Die schnellste Zeit erzielte die US-Amerikanerin Gail Devers, die später verletzungsbedingt ihr Halbfinale hatte aufgeben müssen, mit 12,62 s im fünften Vorlauf am 25. September bei einem Rückenwind von 0,7 m/s. Den Olympiarekord verfehlte sie damit um 24 Hundertstelsekunden. Zum Weltrekord fehlten ihr 41 Hundertstelsekunden.

## Vorrunde
Insgesamt wurden fünf Vorläufe absolviert. Für das Viertelfinale qualifizierten sich pro Lauf die ersten vier Athletinnen. Darüber hinaus kamen die vier Zeitschnellsten, die sogenannten Lucky Loser, weiter. Die direkt qualifizierten Läuferinnen sind hellblau, die Lucky Loser hellgrün unterlegt.
Anmerkung: Alle Zeitangaben sind Ortszeit Sydney (UTC+10).

### Vorlauf 1
25. September 2000, 11:30 Uhr
Wind: +0,6 m/s
| Platz | Name                   | Nation     | Zeit (s) |
| ----- | ---------------------- | ---------- | -------- |
| 1     | Delloreen Ennis-London | Jamaika    | 12,88    |
| 2     | Linda Ferga            | Frankreich | 12,89    |
| 3     | Swetlana Lauchowa      | Russland   | 12,98    |
| 4     | Swetla Dimitrowa       | Bulgarien  | 13,00    |
| 5     | Deborah Edwards        | Australien | 13,24    |
| 6     | Nadeschda Bodrowa      | Ukraine    | 13,25    |
| 7     | Manuela Bosco          | Finnland   | 13,51    |

### Vorlauf 2
25. September 2000, 11:38 Uhr
Wind: +0,2 m/s
| Platz | Name                  | Nation                       | Zeit (s) |
| ----- | --------------------- | ---------------------------- | -------- |
| 1     | Keturah Anderson      | Kanada                       | 12,82    |
| 2     | Sharon Couch-Jewell   | USA                          | 12,92    |
| 3     | Michelle Freeman      | Jamaika                      | 12,99    |
| 4     | Angela Atede          | Nigeria                      | 13,09    |
| 5     | Yvonne Kanazawa       | Japan                        | 13,13    |
| 6     | Olena Krassowska      | Ukraine                      | 13,15    |
| 7     | Maria-Joëlle Conjungo | Zentralafrikanische Republik | 13,95    |
| 8     | Veronica de Paoli     | Argentinien                  | 14,61    |

### Vorlauf 3
25. September 2000, 11:46 Uhr
Wind: −0,8 m/s
| Platz | Name                  | Nation              | Zeit (s) |
| ----- | --------------------- | ------------------- | -------- |
| 1     | Olga Schischigina     | Kasachstan          | 12,81    |
| 2     | Melissa Morrison      | USA                 | 12,91    |
| 3     | Natalja Schechodanowa | Russland            | 13,15    |
| 4     | Trecia Roberts        | Thailand            | 13,16    |
| 5     | Feng Yun              | Volksrepublik China | 13,19    |
| 6     | Vũ Bích Hương         | Vietnam             | 13,61    |
| 7     | Rosa Rakotozafy       | Madagaskar          | 13,89    |
| 8     | Siulolo Liku          | Tonga               | 14,58    |

### Vorlauf 4

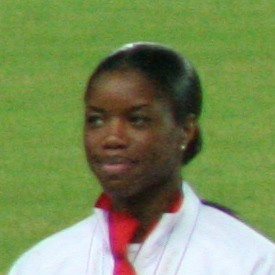
Perdita Felicien – ausgeschieden als Sechste des vierten Vorlaufs
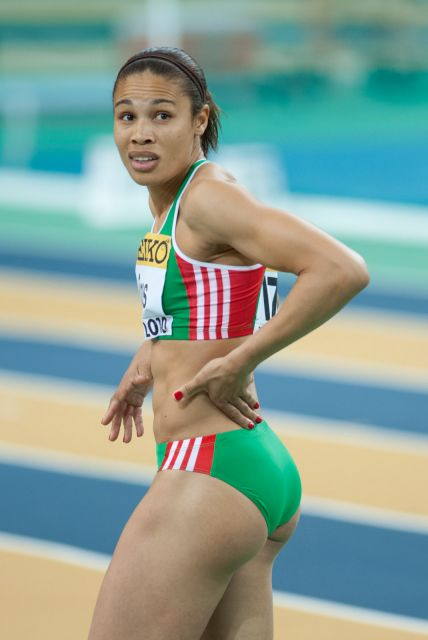
Naide Gomes – ausgeschieden als Achte des vierten Vorlaufs

25. September 2000, 11:54 Uhr
Wind: +1,1 m/s

Nicole Ramalalanirina aus Frankreich war bei den Olympischen Spielen 1992 und 1996 für Madagaskar gestartet.
| Platz | Name                  | Nation                | Zeit (s) |
| ----- | --------------------- | --------------------- | -------- |
| 1     | Glory Alozie          | Nigeria               | 12,84    |
| 2     | Nicole Ramalalanirina | Frankreich            | 12,90    |
| 3     | Aliuska López         | Kuba                  | 12,97    |
| 4     | Julija Graudyn        | Russland              | 12,9     |
| 5     | Diane Allahgreen      | Großbritannien        | 13,11    |
| 6     | Perdita Felicien      | Kanada                | 13,21    |
| 7     | Anita Trumpe          | Lettland              | 13,77    |
| 8     | Naide Gomes           | São Tomé und Príncipe | 14,43    |

### Vorlauf 5
25. September 2000, 12:02 Uhr
Wind: + 0,7 m/s
| Platz | Name                      | Nation     | Zeit (s) |
| ----- | ------------------------- | ---------- | -------- |
| 1     | Gail Devers               | USA        | 12,62    |
| 2     | Brigitte Foster           | Jamaika    | 12,75    |
| 3     | Sriyani Kulawansa Fonseka | Sri Lanka  | 13,10    |
| 4     | Patricia Girard           | Frankreich | 13,11    |
| 5     | Nadine Faustin            | Haiti      | 13,13    |
| 6     | Maja Schemtschischena     | Ukraine    | 13,18    |
| 7     | Hannah Cooper             | Liberia    | 13,51    |

## Viertelfinale
In den drei Viertelfinalläufen qualifizierten sich pro Lauf die ersten vier Athletinnen für das Halbfinale. Darüber hinaus kamen die vier Zeitschnellsten, die sogenannten Lucky Loser, weiter. Die direkt qualifizierten Läuferinnen sind hellblau, die Lucky Loser hellgrün unterlegt.

### Lauf 1

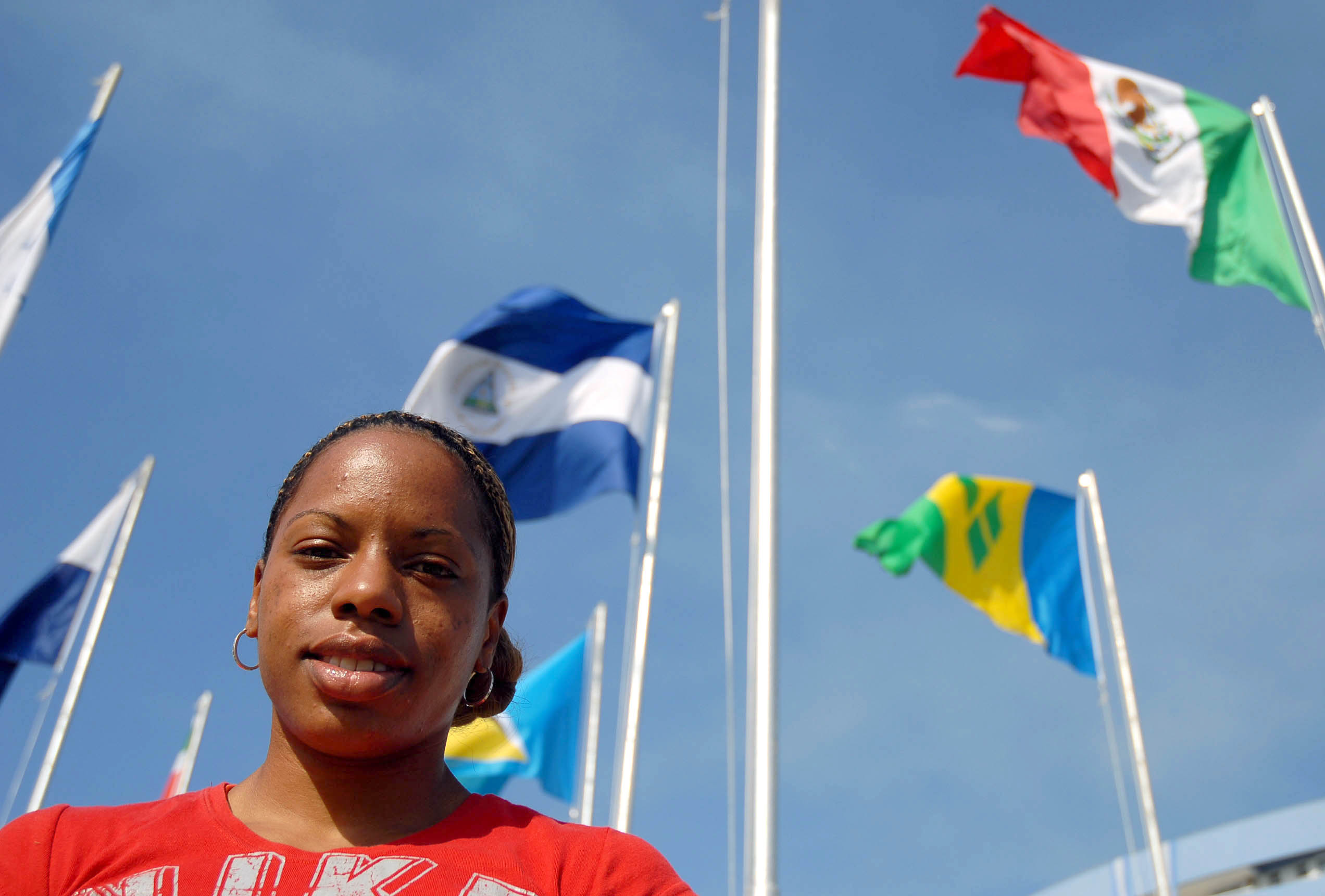
Nadine Faustin – ausgeschieden als Fünfte des ersten Viertelfinals

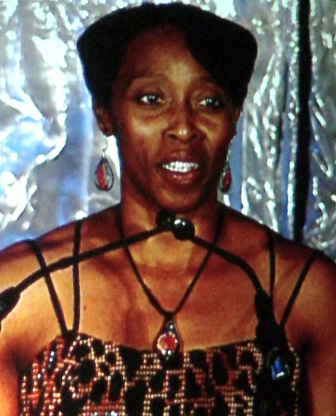
Gail Devers, eigentliche Favoritin dieses Wettbewerbs, erreichte im ersten Halbfinale verletzungsbedingt nicht das Ziel

25. September 2000, 18:00 Uhr
Wind: −1,6 m/s
| Platz | Name                  | Nation     | Zeit (s) |
| ----- | --------------------- | ---------- | -------- |
| 1     | Melissa Morrison      | USA        | 12,76    |
| 2     | Glory Alozie          | Nigeria    | 12,84    |
| 3     | Aliuska López         | Kuba       | 12,92    |
| 4     | Natalja Schechodanowa | Russland   | 12,96    |
| 5     | Nadine Faustin        | Haiti      | 13,25    |
| 6     | Patricia Girard       | Frankreich | 13,43    |
| 7     | Michelle Freeman      | Jamaika    | 13,52    |
| DNF   | Keturah Anderson      | Kanada     |          |

### Lauf 2
25. September 2000, 18:08 Uhr
Wind: +1,5 m/s
| Platz | Name                      | Nation     | Zeit (s) |
| ----- | ------------------------- | ---------- | -------- |
| 1     | Olga Schischigina         | Kasachstan | 12,66    |
| 2     | Sharon Couch-Jewell       | USA        | 12,78    |
| 3     | Nicole Ramalalanirina     | Frankreich | 12,79    |
| 4     | Delloreen Ennis-London    | Jamaika    | 12,80    |
| 5     | Trecia Roberts            | Thailand   | 12,96    |
| 6     | Yvonne Kanazawa           | Japan      | 13,11    |
| 7     | Sriyani Kulawansa Fonseka | Sri Lanka  | 13,19    |
| DNF   | Julija Graudyn            | Russland   |          |

### Lauf 3
25. September 2000, 18:16 Uhr
Wind: +0,6 m/s
| Platz | Name              | Nation         | Zeit (s) |
| ----- | ----------------- | -------------- | -------- |
| 1     | Gail Devers       | USA            | 12,77    |
| 2     | Linda Ferga       | Frankreich     | 12,88    |
| 3     | Brigitte Foster   | Jamaika        | 12,88    |
| 4     | Swetlana Lauchowa | Russland       | 12,96    |
| 5     | Olena Krassowska  | Ukraine        | 13,02    |
| 6     | Swetla Dimitrowa  | Bulgarien      | 13,04    |
| 7     | Angela Atede      | Nigeria        | 13,11    |
| 8     | Diane Allahgreen  | Großbritannien | 13,22    |

## Halbfinale
Für das Finale qualifizierten sich in den beiden Läufen die jeweils ersten vier Läuferinnen (hellblau unterlegt).

### Lauf 1
27. September 2000, 18:00 Uhr
Wind: +0,9 m/s
| Platz | Name                   | Nation     | Zeit (s) |
| ----- | ---------------------- | ---------- | -------- |
| 1     | Nicole Ramalalanirina  | Frankreich | 12,77    |
| 2     | Melissa Morrison       | USA        | 12,84    |
| 3     | Linda Ferga            | Frankreich | 12,87    |
| 4     | Delloreen Ennis-London | Jamaika    | 12,90    |
| 5     | Natalja Schechodanowa  | Russland   | 12,92    |
| 6     | Swetla Dimitrowa       | Bulgarien  | 12,95    |
| 7     | Olena Krassowska       | Ukraine    | 13,02    |
| DNF   | Gail Devers            | USA        |          |

### Lauf 2
27. September 2000, 18:08 Uhr
Wind: −0,4 m/s

| Platz | Name                | Nation     | Zeit (s) |
| ----- | ------------------- | ---------- | -------- |
| 1     | Glory Alozie        | Nigeria    | 12,68    |
| 2     | Brigitte Foster     | Jamaika    | 12,70    |
| 3     | Olga Schischigina   | Kasachstan | 12,71    |
| 4     | Aliuska López       | Kuba       | 12,90    |
| 5     | Swetlana Lauchowa   | Russland   | 12,95    |
| 6     | Sharon Couch-Jewell | USA        | 13,00    |
| 7     | Trecia Roberts      | Thailand   | 13,15    |
| 8     | Yvonne Kanazawa     | Japan      | 13,16    |

## Finale
27. September 2000, 20:10 Uhr
Wind:±0,0 m/s
| Platz | Name                   | Nation     | Zeit (s) |
| ----- | ---------------------- | ---------- | -------- |
| 1     | Olga Schischigina      | Kasachstan | 12,65    |
| 2     | Glory Alozie           | Nigeria    | 12,68    |
| 3     | Melissa Morrison       | USA        | 12,76    |
| 4     | Delloreen Ennis-London | Jamaika    | 12,80    |
| 5     | Aliuska López          | Kuba       | 12,83    |
| 6     | Nicole Ramalalanirina  | Frankreich | 12,91    |
| 7     | Linda Ferga            | Frankreich | 13,11    |
| 8     | Brigitte Foster        | Jamaika    | 13,49    |

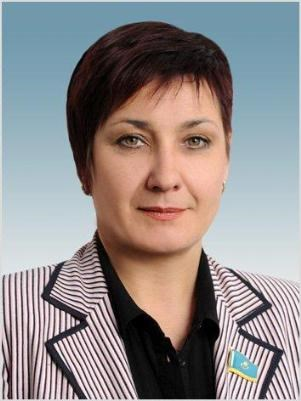
Etwas überraschend wurde Olga Schischigina Olympiasiegerin

Für das Finale hatten sich zwei Französinnen und zwei Jamaikanerinnen qualifiziert. Komplettiert wurde das Finalfeld durch je eine Starterin aus Kasachstan, Kuba, Nigeria und den USA.
Die eigentliche Favoritin, die amtierende Weltmeisterin Gail Devers aus den USA, hatte verletzungsbedingt ihr Halbfinale aufgeben müssen. Auch die Vizeweltmeisterin von 1997 und amtierende Europameisterin Swetla Dimitrowa aus Bulgarien hatte es nicht ins Finale geschafft. Somit fiel die Favoritenrolle der nigerianischen Vizeweltmeisterin Glory Alozie zu. Aber sie hatte starke Konkurrenz vor allem durch die WM-Vierte Olga Schischigina aus Kasachstan.
Im Finale übernahm Alozie an der ersten Hürde die Führung. Auf Höhe der fünften Hürde hatte sie sich einen Vorsprung von einem Meter herausgearbeitet und sah schon fast aus wie die Olympiasiegerin. Doch Schischigina, schwach gestartet und nach halber Strecke noch an vorletzter Position liegend, holte auf und zog an der letzten Hürde an Alozie vorbei. Damit gewann Olga Schischigina die erste olympische Goldmedaille in der Leichtathletik für Kasachstan, nachdem das Land eigenständig geworden war. Glory Alozie erreichte das Ziel als Zweite mit einem Rückstand von drei Hundertstelsekunden. Sie gewann die erste nigerianische Medaille in dieser Disziplin. acht Hundertstelsekunden hinter Alozie lief die US-Athletin Melissa Morrison als Dritte ein. Vierte wurde Delloreen Ennis-London aus Jamaika vor der Kubanerin Aliuska López und der Französin Nicole Ramalalanirina.

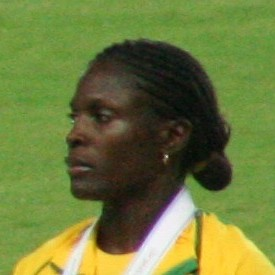
Delloreen Ennis-London verpasste als Vierte die Bronzemedaille nur um vier Hundertstelsekunden
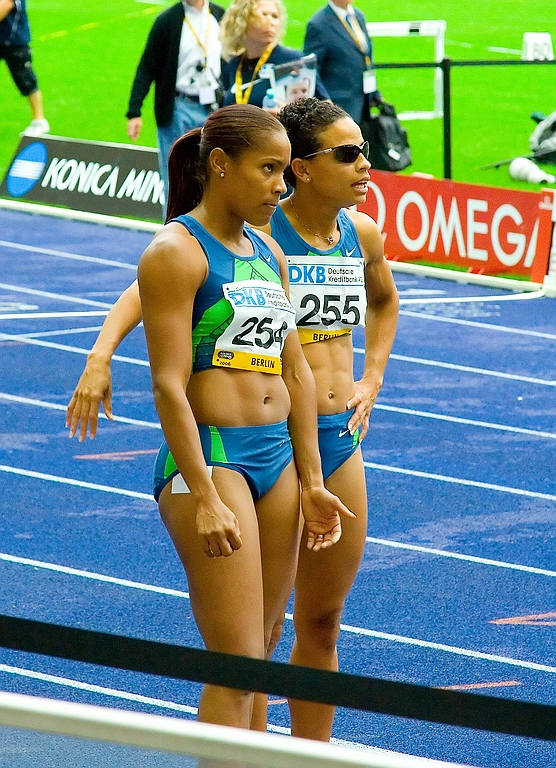
Brigitte Foster (links) – belegte im Finale Rang acht

## Videolinks
- Women’s 100m Hurdles Final, Sydney Olympics 2000, youtube.com, abgerufen am 7. Februar 2022
- Sydney 2000 Olympic Games. Women's 100m Hurdles final, youtube.com, abgerufen am 12. April 2018